# بركان كومبال
بركان كومبال (بالإنجليزية: Cumbal Volcano)‏ هو بركان طبقي في كاريبي تيران، يقع في نودو دي لوس باستوس في نارينيو، كولومبيا. إنه البركان النشط تاريخيًا في أقصى الجنوب في كولومبيا وهو مع تشيلي وأزوفرال أحد البراكين القليلة في سلسلة النطاقات الغربية. يهيمن الأنديزيات على البركان.

## تحطم طائرة
كان البركان موقع تحطم طائرة TAME Flight 120، التي ضربت أحد جوانبها أثناء اقترابها من تولكان في 28 يناير 2002. لم يكن هناك ناجون من بين 94 راكبًا.

## وصلات خارجية
- بركان كومبال